# Xonamanca
Xonamanca är en ort i Mexiko.   Den ligger i kommunen Zongolica och delstaten Veracruz, i den sydöstra delen av landet, 240 km öster om huvudstaden Mexico City. Xonamanca ligger 1 383 meter över havet och antalet invånare är 414.
Terrängen runt Xonamanca är kuperad åt nordost, men åt sydväst är den bergig. Terrängen runt Xonamanca sluttar österut. Runt Xonamanca är det ganska tätbefolkat, med 155 invånare per kvadratkilometer. Närmaste större samhälle är Zongolica, 3,1 km väster om Xonamanca. I omgivningarna runt Xonamanca växer i huvudsak städsegrön lövskog.